# Svarožić

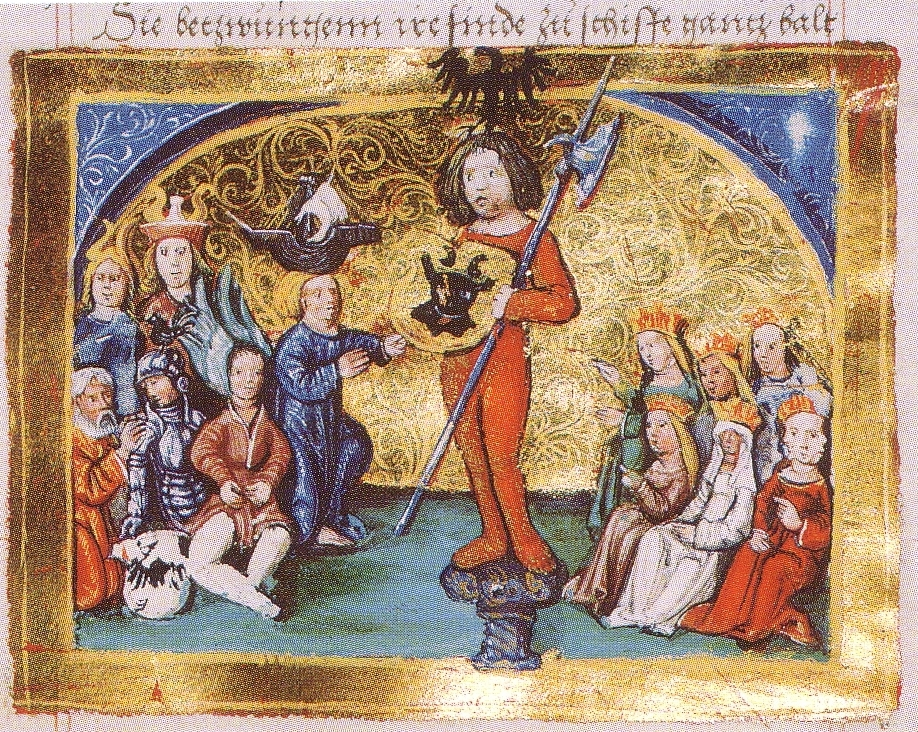
Radegast und andere slawische Götter. Quelle: Georg Spalatin

Svarožić [ˈsvarɔːʒitɕ]  ist ein slawischer Gott, der in verschiedenen Gegenden unter verschiedenen Namen bekannt war. Bei den Ost- und Südslawen trug er den Namen Dažbog oder Dabog, bei den Elb- und Ostseeslawen bekam er später die Bezeichnung Radegast oder Redigast, tschech. Radhošť.

## Name und Funktion
Der Name Svarožić kann als „Sohn des Svarog“, des Himmelsgottes und Gottvaters des slawischen Pantheons, gedeutet werden. Der Sohn des Svarog galt in der frühen Zeit als Gott des irdischen Feuers und des Lichts, also als Sonnengott und Lebensspender. Auf diese gebende Funktion weist auch die Silbe dažd („gib“) seines anderen Namens Dažbog hin. Er wurde daher besonders im landwirtschaftlichen Bereich verehrt, anlässlich von Sonnenwenden. Bei den Elb- und Ostseeslawen bekam Svarožić später die Funktion einer Kriegs- und Stammesgottheit.

## Kult bei den Ost- und Südslawen
Im Osten des slawischen Gebietes wurde die Gottheit im Rahmen eines Feuerkultes verehrt. Im Jahr 980 führte Fürst Vladimir I. seinen Kult in Kiew ein: Dažbog gehörte neben Perun, Stribog, Chors, Simargl und Mokosch zu den sechs Göttern, deren Idole in der Stadt aufgestellt, acht Jahre später allerdings, nach Vladimirs Taufe, wieder abgerissen wurden. „Svarožić“ war in russischen Traktaten des 11. und 12. Jahrhunderts auch die Bezeichnung für das kultische Feuer selbst; die Hypatiuschronik vom Anfang des 12. Jahrhunderts vergleichen ihn mit dem griechischen Sonnengott Helios. Noch im 12. Jahrhundert nennt das Igorlied das ganze russische Volk und seinen Fürsten Oleg die „Enkel Dažbogs“.
Im südslawischen Gebiet, bei den Bulgaren und Serben, ist Dabog ebenfalls mit einem Feuerkult verbunden. Als Sohn des Dabog wurde der junge Gott Božič zu Weihnachten in einem brennenden Stamm verehrt. Mit der Christianisierung wurde Dabog mit dem Teufel gleichgesetzt. Die gnostische christliche Gruppe der Bogomilen stellt ihn als „Zar auf Erden“, also als Teufel, dem „Gott im Himmel“ gegenüber. Diese Übertragung ist auch weiter nördlich zu finden: Bruno von Querfurt nennt ihn in einem Brief an Kaiser Heinrich II. Zuarasiz diabolus.

## Kult bei den Elb- und Ostseeslawen
Svarožić als Gott der Elb- und Ostseeslawen wird erstmals zu Beginn des 11. Jahrhunderts erwähnt. Neben der Nachricht des Brun von Querfurt ist besonders die Schilderung des Chronisten Thietmar von Merseburg zu nennen, der ausführlich den Tempel und den Kult der Gottheit auf der Burg Radegast im Stammesgebiet der Redarier beschreibt. Der Ort war vermutlich identisch mit dem später Rethra genannten Haupttempel des Stammes. In dem reich verzierten und mit Holzstatuen ausgestatteten Heiligtum führten die Priester des Svarožić Orakel und Opferrituale, auch Menschenopfer aus, im Tempel wurden auch die Tribute der Nachbarstämme und Kriegsbeute aufbewahrt. Zum Kult gehörten auch ein heiliges Pferd und ein heiliger Eber, der sich bei Kriegsgefahr im Schlamm des Sees wälzte.
Am Ende des 11. Jahrhunderts beschreibt Adam von Bremen einen auf einer Inselburg gelegenen Tempel namens Rethra. Die Burg habe neun Tore und sei nur durch eine Holzbrücke mit dem Festland verbunden. Der Tempel sei mehreren Göttern, vor allem aber dem Hauptgott Redigast geweiht. Hier scheint der Name der Burg bereits auf den Gott übergegangen zu sein. Dies spiegelt die Wandlung des ursprünglichen Sonnengottes Svarožić in einen Lokal- und Stammesgott wider. Die Entwicklung des Svarožić zum Radegast lässt sich durch den Beibehalt der Symboltiere des alten Sonnenkultes, Pferd und Eber nachvollziehen. Parallelen finden sich in der Institutionalisierung anderer Kulte der Nordwestslawen, wie dem Kult des Svantovit auf Rügen. Die späteren Chronisten Helmold von Bosau und Saxo Grammaticus schließen sich Adams Beschreibung an und fügen weitere Details hinzu.
Der zum Radegast gewandelte Svarožić übernahm ein anderes Aufgabenfeld als früher: Er wurde als schützender Stammesgott zum Kriegsgott der Redarier. Mit der Zunahme deren Einflusses innerhalb des Stammesverbandes der Liutizen wuchs auch seine Bedeutung. Schließlich sollen ihn, laut Helmold, auch die Abodriten anerkannt haben, und auch in Kap Arkona auf Rügen wurde Radegast verehrt. 1066 wurde ihm in Rethra der Kopf des Bischofs Johannes geopfert, doch bereits 1068 wurde das Heiligtum zerstört. Die führende religiöse Rolle Radegasts übernahm nun für weitere hundert Jahre Svantovit als Stammesgott der Ranen.

## Moderne Rezeption
Eine moderne Statue des Radegast steht bei Pustevny auf dem Kamm des Radhošť in den Westbeskiden. Der Bildhauer Albín Polášek schuf diese Skulptur, aus Kunststein gegossen, im Jahr 1930. Seit 1998 steht an derselben Stelle eine Kopie aus Granit, während das restaurierte Original im Rathaus von Frenštát pod Radhoštěm einen geschützten Standort gefunden hat.
Der Asteroid des inneren Hauptgürtels (2581) Radegast wurde nach der Gottheit benannt.